# Chichiriviche
Chichiriviche – miasteczko w zachodniej Wenezueli, w stanie Falcón, w gminie Monseñor Iturriza.
Chichiriviche się znajduje nad morzem i jest częścią Parku Narodowego Morrocoy.